# СтопХам
«СтопХам» — общественное движение и НКО, позиционирующая себя как федеральный проект и выступающая против хамства и нарушений водителями транспортных средств правил дорожного движения. Была образована в 2010 году в Москве. Последователи движения имеются не только в целом ряде городов России, но также и на Украине, в Молдавии, Белоруссии и Грузии.
21 марта 2016 года НКО была ликвидирована решением Московского городского суда по требованию Министерства юстиции. 2 сентября 2016 года Верховный суд РФ отменил решение о ликвидации НКО.
В сентябре 2018 года Мосгорсуд по требованию Минюста снова ликвидировал НКО.

## Описание
Проект был основан в 2010 году в качестве одной из федеральных программ молодёжного движения «Наши», существовавшей в проекте «НАШИ-2.0», под руководством комиссара движения Дмитрия Чугунова. В июле этого же года существовавший в рамках молодёжного движения «Сталь» проект был впервые представлен на форуме Селигер и устно одобрен министром внутренних дел России Рашидом Нургалиевым.
В качестве основной цели общественного объединения декларируется борьба с нарушением правил дорожного движения и пренебрежением к окружающим со стороны его участников: парковка в неположенном месте, самозахват городской земли для парковок, использование тротуаров для передвижения на автомобиле и т. п. Участники акции ищут неправильно припаркованные автомобили, создающие помехи для окружающих, и, при наличии в автомобиле водителя, обращаются к нему с просьбой перепарковать автомобиль в соответствии с ПДД. В случае отказа либо при отсутствии водителя на лобовое стекло автомобиля с пассажирской или водительской, а нередко и на боковые или задние стёкла приклеивается круглая наклейка с текстом «Мне плевать на всех — паркуюсь, где хочу» (знаки препинания на наклейке отсутствуют). Процесс, нередко сопровождающийся со стороны водителей оскорблениями и попытками подраться с активистами, требующими прекратить правонарушение, снимается на видеоносители (телефоны, камеры), после чего активисты проекта монтируют видеоролики, которые выкладывают в Интернет: на YouTube, ВКонтакте и на официальный сайт движения. Альтернативно, активисты также встают у выездов с тротуара и «ловят» любой проезжающий там автотранспорт, клея наклейки тем водителям, которые не останавливаются и едут специально на участников движения, или же отказываются сдать назад.
По опросу, совершённому на территории России в марте 2014 года, около 52 % россиян в возрасте от 20 до 60 лет поддержали движение; ещё 24 % отнеслись к нему нейтрально, 17 % его не поддержали, и 6—7 % не знали о его существовании или же затруднялись ответить.
31 мая 2014 года руководитель проекта СтопХам комиссар движения «Наши» Дмитрий Чугунов в направлении развитие общественного контроля избран членом Общественной палаты РФ 5-го состава, получив в интернет-голосовании 21883 голоса. Впоследствии руководство проекта было временно возложено на его сторонника Кирилла Бунина, но в данный момент Чугунов опять вернулся к должности непосредственного руководителя.
Между тем МВД уже не раз давало оценку действий активистов «СтопХам». Согласно этой оценке, действия активистов движения «СтопХам» могут расцениваться как нарушение норм действующего законодательства и попадать под ответственность, предусмотренную статьями КоАП РФ:
7.17 (уничтожение или повреждение чужого имущества) 19.1 (самоуправство) 20.1 (мелкое хулиганство). 
Министр МВД Карелии Василий Кукушкин также отмечает, что активисты снимают свои акции на видео и размещают отчёты в интернете без согласия автолюбителей, что „может нести в себе признаки состава преступления, предусмотренного ст. 137 УК РФ «Нарушение неприкосновенности частной жизни»”.

### Ликвидация юридического лица
Межрегиональная общественная организация содействия развитию культурного взаимодействия в гражданском обществе «СтопХам» ликвидирована 21 марта 2016 года решением Московского городского суда по требованию Министерства юстиции. При проведении федерального государственного контроля ГУ выявило в деятельности организации неоднократные грубые нарушения законодательства в плане отчётности, после чего в 2015 году обратилось в Московский городской суд с заявлением о ликвидации организации и исключении сведений о ней из Единого государственного реестра юридических лиц. 12 октября 2015 года суд удовлетворил исковые требования ГУ. Решение не было обжаловано. В связи с этим в порядке, предусмотренном действующим законодательством, сведения об организации 21.03.2016 исключены из Единого государственного реестра юридических лиц.

### Отмена ликвидации решением Верховного суда РФ
2 сентября 2016 года ВС РФ отменил ликвидацию НКО «СтопХам», настаивавших, что их не уведомляли о заседании суда, на котором был рассмотрен иск Минюста о ликвидации. Спустя месяц Минюст отказался от требования ликвидировать движение, так как ответчик устранил выявленные нарушения
В сентябре 2018 года Мосгорсуд по требованию Минюста снова ликвидировал НКО из-за отсутствия отчетов о деятельности. На обжалование решения давалось месяц. Лидер движения заявил, что не будет оспаривать решение и что движение сможет продолжить свою деятельность, уже не являясь юридическим лицом.

## «Стопхам» на телевидении
27 августа 2012 года на канале «ТВ Центр» начал документальный цикл «Городские войны». Создатели проекта исследуют проблемы и конфликтные ситуации столицы, связанные с дорожным движением, и пытаются их решить. Ведущим цикла стал федеральный координатор общественного объединения «СтопХам», комиссар — Дмитрий Чугунов.
С 2014 года выпуски «Стопхам» выходят на юмористическом канале «Юмор BOX».

## Финансирование
В 2013 году в рамках президентских грантов «СтопХам» на свою деятельность получил 4 миллиона рублей. В 2014 году в рамках президентских грантов «СтопХам» на свою деятельность получил 6 миллионов рублей. Одним из основных источников доходов являются поступления от программы монетизации (вознаграждения авторам видеозаписей) интернет-ресурса YouTube, где активисты размещают смонтированные видеозаписи проводимых мероприятий.

## Критика
В 2013 году, Владимир Путин, пообщавшись с активистами движения на форуме «Селигер», отметил:
Вы делаете очень важное и доброе дело — боретесь с хамством. Поведение на дорогах — это часть человека, и я очень рассчитываю на то, что вы сами, занимаясь своей работой, будете на высоте и не будете уподобляться тем людям, которые ведут себя безобразно по отношению к другим.

### Конфликты

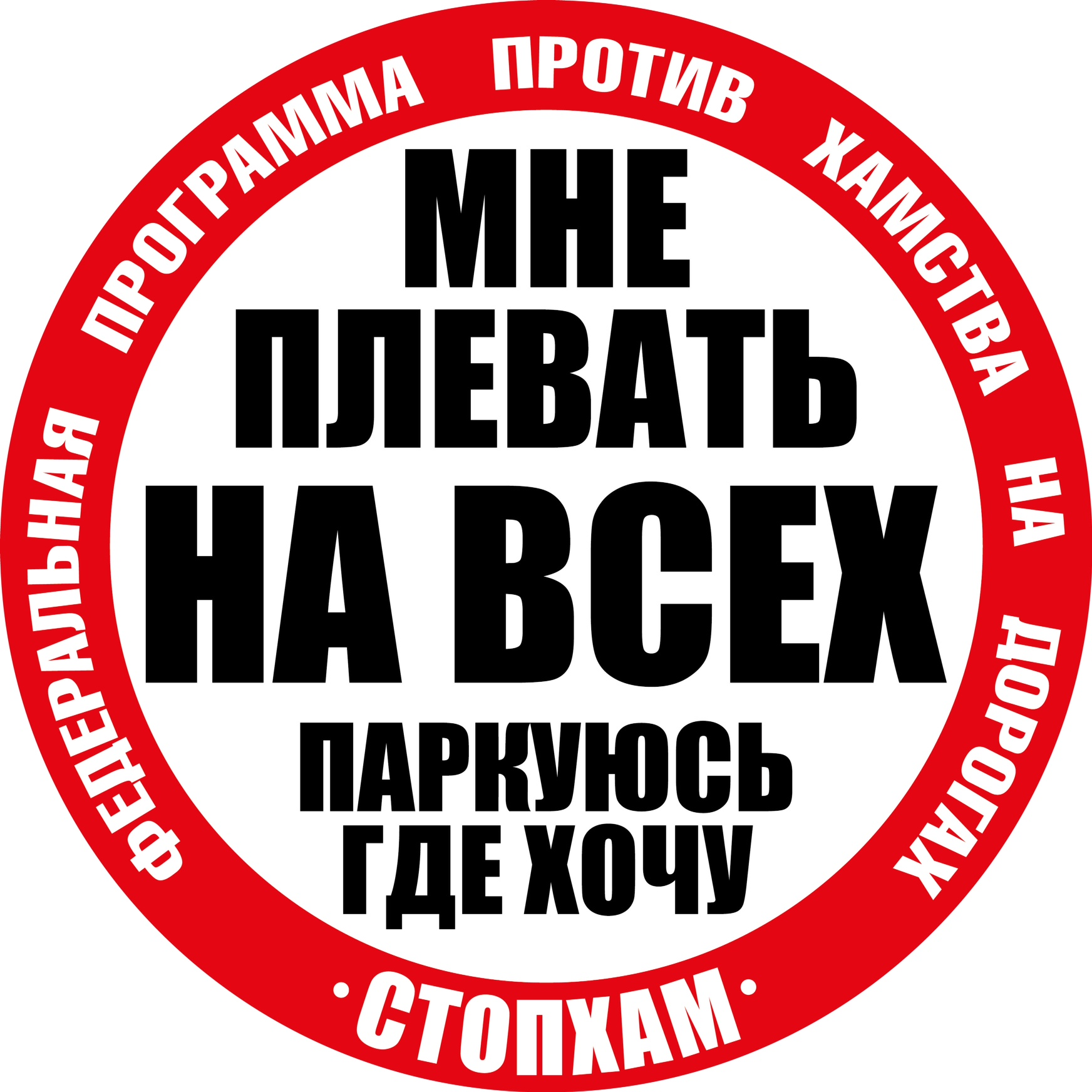
Наклейка проекта «СтопХам» (до 2012 года)

Наклейка на лобовом стекле автомобиля. Акция «СтопХам» в Уфе

- В апреле 2012 года проект приобрёл известность после инцидента у ТЦ «Европейский» в Москве, в котором приняли участие Мадина Мингаева, супруга заместителя полпреда Чечни при президенте РФ Тамерлана Мингаева, неправильно припарковавшая свой автомобиль, и сын Мингаевых, срочно вызванный матерью для разборок. Конфликт закончился потасовкой, в ходе которой Мадина и Ислам Мингаевы пытались принудить операторов уничтожить запись, а также угрожали им и их семьям физической расправой. Тем не менее, запись попала в Интернет, и по состоянию на апрель 2014 года была просмотрена на YouTube более семи миллионов раз. Разразился скандал, было заведено уголовное дело о хулиганстве[21]. 5 мая 2012 года Президент Чечни Рамзан Кадыров официально объявил об увольнении Мингаева[22] в связи с неприемлемыми публичными действиями его жены. Впрочем, Кадыров так же осудил и действия активистов движения, назвав их «провокационными», а действия Ислама Мингаева не прокомментировал никак[23].

- В апреле 2013 года активисты движения заблокировали автомобиль консультанта правового управления Центризбиркома РФ 24-летней Маргарет Аракелян в тот момент, когда девушка пыталась припарковаться на пешеходном переходе на улице Маросейка. После словесных препирательств Аракелян направила управляемый ею автомобиль на активистов, едва не задавив одного из них. После чего нарушительница ПДД вышла из машины и грубо объявила, что имеет право парковать автомобиль на переходе, поскольку является госслужащей. При этом угрожала активистам неприятностями в случае публикации компрометирующих её видеокадров. Тем не менее, видеозапись была опубликована информагентствами, что повлекло извинения главы ЦИК РФ В. Чурова[24].

- В июле 2013 года активисты «СтопХама» преградили проезд по тротуару автомобилю «Range Rover», за рулём которого была жена исполняющего обязанности (и. о.) главы управы района Марьино Татьяна Сморякова. Сморякова сбила двух активистов и продолжила движение в «пробке». На просьбы прибывших сотрудников ГИБДД остановиться Сморякова ответила отказом и выложила на приборную доску пропуск префектуры. Сам и. о. главы района, Александр Сморяков, приехавший на место ДТП по просьбе жены, написал заявление на несовершеннолетнего велосипедиста, стоявшего на тротуаре, и обвинил его в наезде на себя. Приехавшие родители этого велосипедиста написали встречное заявление на дачу заведомо ложных показаний. Сотрудниками ГИБДД составлен протокол на Татьяну Сморякову по факту наезда на пешеходов. Префектура ЮВАО позже опубликовала официальное заявление, в котором говорилось, что разрешения на какое-либо право на привилегированное движение личного автотранспорта префектурой не выдаются, а вопросы, связанные с личным поведением членов семей госслужащих, к деятельности префектуры отношения не имеют[25][26]. На следующий день после конфликта Александр Сморяков подал заявление о своей отставке с занимаемого поста главы района, которое было принято мэром Москвы Сергеем Собяниным[27][28].

- В середине октября 2014 года активисты «СтопХама» стали соучастниками в борьбе с организованным сносом гаражей на территории Тимирязевского района САО Москвы, связанным со строительством 35-этажного элитного ЖК «Дыхание». Так, один из ГК района подвергся механизированному сносу людьми в балаклавах без предварительного о том предупреждения. Вставшие на защиту владельцев гаражей активисты были жестоко избиты дубинками и травмированы в результате применения перцовых баллончиков. Сам Чугунов получил шесть телесных повреждений и был госпитализирован. По заключительным данным, подлежащие сносу ГК так и не удалось отстоять[29][30].

- 10 февраля 2015 года в Санкт-Петербурге семь активистов «СтопХам» после очередной акции были жестоко избиты и ограблены группой лиц, прибывших на место преступления на четырёх автомобилях. Инцидент произошёл возле дома № 26/1 по Дачному проспекту. В результате нападения активистам потребовалась медицинская помощь, а трое из них — двое молодых людей и одна девушка — были госпитализированы с травмами средней тяжести[31]. По предварительным данным нападавших вызвал водитель одного из автомобилей, с которым у активистов в ходе акции завязался конфликт[32]. Нападение было заснято на камеру рядом стоявшего автомобиля[31]. По его факту МВД Санкт-Петербурга было возбуждено уголовное дело по 2 части статьи 116 УК РФ (побои)[33][34].

- 26 февраля 2016 года в Петрозаводске в результате рейда «СтопХам», один из водителей, на чей автомобиль была наклеена наклейка проекта, напал на активистов с ножом, в результате чего нанёс колото-резаную рану в плечо, после чего скрылся с места происшествия. Вызванная полиция быстро задержала подозреваемого, который, проехав небольшое расстояние, отдирал наклейку с лобового стекла тем же самым ножом[35]. По факту нападения было возбуждено уголовное дело по части 2 статьи 115 УК РФ: «Умышленное причинение легкого вреда здоровью из хулиганских побуждений»[36][37].